# Кренично (река)
Кренично — река в России, протекает в Окуловском районе Новгородской области. Устье реки находится у деревни Петрово в 2,2 км по левому берегу реки Шегринка. Длина реки составляет 38 км, площадь водосборного бассейна — 143 км².
На берегу реки стоят деревни Сосницы, Куракино и Владычно (Владычино) Озерковское сельского поселения. Ниже, в Кулотинском городском поселении река протекает через Дорохново. Далее до устья река протекает через Котовское сельское поселение. На берегах реки стоят деревни Горбачёво, Кренично и Петрово.

## Данные водного реестра
По данным государственного водного реестра России относится к Балтийскому бассейновому округу, водохозяйственный участок реки — Мста без реки Шлина от истока до Вышневолоцкого, речной подбассейн реки — Волхов. Относится к речному бассейну реки Нева (включая бассейны рек Онежского и Ладожского озера).
Код объекта в государственном водном реестре — 01040200212102000020933.